# Хлорид молибдена(III)
Хлорид молибдена(III) — неорганическое соединение, соль металла молибдена и соляной кислоты с формулой MoCl3,
тёмно-красные кристаллы,
плохо растворимые в воде,
образует кристаллогидрат.

## Получение
- Восстановление хлорида молибдена(V) водородом:

{\displaystyle {\mathsf {MoCl_{5}+H_{2}\ {\xrightarrow {250^{o}C}}\ MoCl_{3}+2HCl}}}
- Восстановление хлорида молибдена(V) порошкообразным молибденом:

{\displaystyle {\mathsf {3MoCl_{5}+2Mo\ {\xrightarrow {T}}\ 5MoCl_{3}}}}
- Разложение (диспропорционирование) при нагревании хлорида молибдена(IV):

{\displaystyle {\mathsf {2MoCl_{4}\ {\xrightarrow {T}}\ MoCl_{3}+MoCl_{5}}}}
- Действие хлористого водорода на нагретый бромид молибдена(III):

{\displaystyle {\mathsf {2MoBr_{3}+3HCl\ {\xrightarrow {T}}\ MoCl_{3}+3HBr}}}

## Физические свойства
Хлорид молибдена(III) образует тёмно-красные кристаллы,
не растворяется в воде, этаноле, диэтиловом эфире.
Парамагнетик.
Образует кристаллогидрат состава MoCl3•3H2O.

## Химические свойства
- Разлагается при сильном нагревании в инертной атмосфере:

{\displaystyle {\mathsf {2MoCl_{3}\ {\xrightarrow {T}}\ MoCl_{2}+MoCl_{4}}}}
- Медленно реагирует с кислородом воздуха:

{\displaystyle {\mathsf {2MoCl_{3}+O_{2}\ {\xrightarrow {}}\ 2MoOCl+2Cl_{2}}}}
- Реагирует с водными растворами щелочей:

{\displaystyle {\mathsf {MoCl_{3}+NaOH\ {\xrightarrow {}}\ Mo(OH)_{3}+3NaCl}}}